# Macrolepiota olivascens
Macrolepiota olivascens Singer & M.M. Moser – gatunek grzybów z rodziny pieczarkowatych (Agaricaceae).

## Systematyka i nazewnictwo
Pozycja w klasyfikacji według Index Fungorum: Macrolepiota, Agaricaceae, Agaricales, Agaricomycetidae, Agaricomycetes, Agaricomycotina, Basidiomycota, Fungi.
Po raz pierwszy takson ten opisali w 1961 r. Rolf Singer i Meinhard Moser w iglastym lesie w Austrii. Synonimy:
- Lepiota olivascens (Singer & M.M. Moser) Contu 1990
- Macrolepiota olivascens M.M. Moser, 1955[2].

## Morfologia
Kapelusz
O średnicy 125–215 mm, początkowo zamknięty o owalnym kształcie, później wypukły, na koniec płaski z małym, zaokrąglonym garbkiem. Powierzchnia pokryta wyraźnie widocznym na jasnym tle brązowawymi, dużymi łuskami, na środku gładka. Brzeg nieco zaokrąglony. Po zgnieceniu lub przecięciu po chwili zmienia kolor na jasny zielony, oliwkowy lub szaro-oliwkowy.
Trzon
Wysokość 17,5–42 cm, grubość do 1 cm, smukły, cylindryczny, pusty w środku, z bulwąu o średnicy do 40 mm u podstawy. Ma tę samą barwę co kapelusz, na białym tle pokryty jest drobnymi, brązowawe łuskami, tworzącymi zygzakowaty wzór. Ma podwójny, dość stały i luźny pierścień, który można go przesuwać po trzonie.
Blaszki
Gęste, wybrzuszone, wolne, białe, białobrązowawe, z czasem wybarwiające się na bladoróżowo. Po zgnieceniu lub przecięciu po chwili zmieniają kolor na jasny zielony, oliwkowy lub szaro-oliwkowy. Jest to charakterystyczna cecha gatunkowa.
Miąższ
W stanie świeżym biały, tylko na brzegach otworów wykonanych przez larwy muchówek możebyć przebarwiony na jaskrawoczerwono lub brązowo-czerwono. Smak i zapach niezbyt intensywny, podobny do zapachu czubajki kani.
Cechy mikroskopowe
Podstawki maczugowate, czterozarodnikowe, 33-47 × 13–15,2 μm. Cheilocystydy bardzo liczne, maczugowate, bezbarwne, nie wystające ponad hymenium, gładkie, cienkościenne, 14–44 × 9–13,7 μm. Pleurocystyd brak. Zarodniki elipsoidalne, bezbarwne, gładkie, 12,8–16,9 (–18,2) × 8,8–10,8 μm z wyraźnymi porami rostkowymi.

## Występowanie i siedlisko
Macrolepiota olivascens znany jest tylko w Europie. Jest rzadki. Brak go w opracowanej przez W. Wojewodę w 2003 r. liście wielkoowocnikowych grzybów podstawkowych Polski, ale jego stanowiska w Polsce podała Justyna Jaworska w 2010 i 2011 r. w zachodniej części Gór Świętokrzyskich.
Naziemny grzyb mykoryzowy. W Polsce znaleziono go w lesie sosnowym, na piaszczystym i wapiennym podłożu.